# Symmachia
Genre
Symmachia est un genre d'insectes lépidoptères de la famille des Riodinidae et de la sous-famille des Riodininae.
Ils résident en Amérique.

## Dénomination
Le genre a été décrit par l'entomologiste allemand Jakob Hübner en 1819  sous le nom de Symmachia.
Il est question de réviser le genre Symmachia, pour le moment la dernière liste est celle de C.J. Callaghan et G.Lamas (2004).

### Synonymie
- Cricosoma C. & R. Felder, [1865];
- Synapta C. & R. Felder, 1865;

## Caractéristiques
Ils résident dans la canopée, et ce n'est que l'après-midi qu'ils descendent pour un temps plus ou moins long sur les arbustes.

## Liste des espèces
- Symmachia aconia Hewitson, 1876; présent au Brésil.
- Symmachia accusatrix Westwood, 1851; présent au Mexique, en Équateur, en Colombie, au  Brésil et en Guyane.
- Symmachia almeidai (Zikán, 1946); présent au Brésil.
- Symmachia arcuata Hewitson, 1867; présent au Brésil.
- Symmachia arion (C. & R. Felder, 1865); présent au Brésil et en Colombie.
- Symmachia aurigera (Weeks, 1902); en Colombie.
- Symmachia basilissa (Bates, 1868); présent au Brésil et en Guyane.
- Symmachia batesi (Staudinger, [1887]); présent au Brésil.
- Symmachia calderoni Hall & Lamas, 2001; au Pérou.
- Symmachia calligrapha Hewitson, 1867; présent au Brésil et en Guyane.
- Symmachia calliste Hewitson, 1867; présent au Brésil, en Colombie, au Nicaragua et en Guyane.
- Symmachia elinas (Rebillard, 1958); présent au Brésil.
- Symmachia eraste (Bates, 1868); présent au Brésil.
- Symmachia emeralda Hall et Harvey, 2002; en Équateur et en Guyane.
- Symmachia estellina, nouvelle espèce en Guyane.
- Symmachia exigua (Bates, 1868); présent au Brésil.
- Symmachia falcistriga Stichel, 1910; présent en Guyane, en Bolivie et au Brésil.
- Symmachia fassli Hall & Willmott, 1995; en Équateur
- Symmachia fulvicauda Stichel, 1924; présent au Brésil.
- Symmachia hazelana Hall & Willmott, 1996; en Équateur
- Symmachia hetaerina Hewitson, 1867; présent au Brésil et au Pérou.
- Symmachia hippea Herrich-Schäffer, [1853]; présent en Guyane, Guyana, au Surinam
- Symmachia hippodice Godman, 1903; présent au Brésil.
- Symmachia jugurtha Staudinger, [1887]; en Colombie.
- Symmachia juratrix Westwood, 1851; présent au Brésil et en Guyane.
- Symmachia leena Hewitson, 1870; présent au Mexique, à Panama, au Nicaragua, en Colombie, en Guyane et au  Brésil.
- Symmachia leopardinum (C. & R. Felder, [1865]); présent au Brésil et en Guyane.
- Symmachia maeonius Staudinger, 1888; présent au Brésil.
- Symmachia menetas (Drury, 1782); au Surinam et au  Brésil.
- Symmachia miron Grose-Smith, 1898; présent en Guyane et en Équateur
- Symmachia multesima Stichel, 1910; en Colombie et en Guyane.
- Symmachia nemesis Le Cerf, 1958; présent au Brésil.
- Symmachia norina Hewitson, 1867; présent au Brésil et en Guyane.
- Symmachia pardalia Stichel, 1924; présent au Pérou.
- Symmachia pardalis Hewitson, 1867; présent au Brésil et en Guyane.
- Symmachia phaedra (Bates, 1868); présent au Brésil et en Équateur
- Symmachia poirieri, Gallard, 2009; présent en Guyane[1].
- Symmachia praxilla Westwood, 1851; présent dans le sud du Brésil
- Symmachia probetor (Stoll, [1782]); présent au Mexique,au Nicaragua, au Guatemala, au Surinam, en Guyana, en Guyane et au  Brésil.
- Symmachia rita Staudinger, [1887]; synonyme de Symmachia norina.
- Symmachia rosanti nouvelle espèce de Guyane.
- Symmachia rubrica (Stichel, 1929); présent en Colombie et en Équateur
- Symmachia rubina Bates, 1866; présent au Mexique, en Équateur, en Colombie, en Bolivie et au  Brésil.
- Symmachia sepyra (Hewitson, 1877); en Équateur
- Symmachia splendida (Salazar & Constantino, 1993); présent en Colombie
- Symmachia stigmosissima Stichel, 1910; en Bolivie et en Guyane.
- Symmachia suevia Hewitson, 1877; en Équateur
- Symmachia technema Stichel, 1910; au Surinam, en Guyane et à Trinité-et-Tobago.
- Symmachia threissa Hewitson, 1870; présent en Guyane, en Colombie et au Nicaragua.
- Symmachia tigrina Hewitson, 1867; présent au Brésil et en Guyane.
- Symmachia titiana Hewitson, 1870; en Équateur
- Symmachia triangularis (Thieme, 1907); en Colombie et en Guyane.
- Symmachia tricolor Hewitson, 1867; au Mexique, Guatemala, au Pérou et en Guyane.
- Symmachia virgatula Stichel, 1910; en Colombie, à Trinité-et-Tobago et en Guyane.
- Symmachia virgaurea Stichel, 1910; en Colombie.
- Symmachia xypete (Hewitson, 1870); au Nicaragua et à Panama.

## Source
- funet